# Peronochaeta dubia
Peronochaeta dubia (Walcott, 1911) è un anellide marino estinto, appartenente ai policheti. Visse nel Cambriano medio, e i suoi resti fossili vennero scoperti nell'area di Burgess Shale nella Columbia Britannica dal geologo e paleontologo statunitense Charles Doolittle Walcott.